# Пенні Веттен
Пенні Веттен (англ. Penny Whetton, при народженні Пітер; нар.5 січня 1958) — австралійська трансгендерна кліматологиня та експертка з прогнозування регіональних змін клімату, що є наслідком глобального потепління, та пов'язаних з цим змін. Основний науковий інтерес сконцентрований на Австралії.

## Життєпис
Пітер Веттен народився в австралійському місті Мельбурн. Він здобув ступінь бакалавра наук (з відзнакою) в Університеті Мельбурна, а у 1986 році здобув ступінь доктора філософії у тому ж університеті. У 2003 році Веттен пройшов трансгендерну операцію.
Веттен живе в місті Футскрей, Вікторія разом з партнеркою Джанет Райс та двома їх синами.

## Кар'єра
Веттен почав кар'єру наприкінці 1980-х як дослідник у Департаменті географії Університету Монаша в місті Клейтон, Вікторія.
У 1989 році Веттен приєднався до відділу атмосферних досліджень CSIRO (Державне об'єднання наукових і прикладних досліджень Австралії), де у 1999 році став научним керівником, а у 2009 керівником програми. Веттен була провідним автором третьої та четвертої доповіді Міжурядової групи експертів з питань змін клімату, що отримала Нобелівську премію миру у 2007 році. Нині вона є провідним автором ще не опублікованої п'ятої доповіді Міжурядової групи експертів з питань змін клімату.
Веттен є автором та співавтором численних статей зі зміни клімату в провідних наукових журналах світу.